# Dottrinari
I Dottrinari, o Preti della Dottrina Cristiana (in latino Congregatio Patrum Doctrinae Christianae), sono un istituto religioso maschile di diritto pontificio: i membri di questa congregazione clericale pospongono al loro nome la sigla D.C.

## Storia

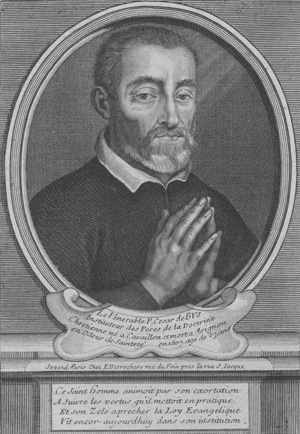
César de Bus (1544-1607),
fondatore della Congregazione

La congregazione venne fondata dal sacerdote francese César de Bus (1544-1607): dopo aver letto il catechismo fatto pubblicare dai padri del Concilio di Trento, ebbe l'idea di formare una compagnia di insegnanti per dare una formazione religiosa ai bambini, ai poveri e agli ignoranti. Si unirono a lui alcuni sacerdoti e il 29 settembre 1592 de Bus li radunò a L'Isle-sur-la-Sorgue e diede formalmente inizio alla congregazione; i dottrinari vennero approvati da papa Clemente VIII con il breve Exposcit debitum del 23 dicembre 1597. Alla morte del fondatore, contava tre case a Tolosa, Brive-la-Gaillarde e Avignone.
Con il breve del 9 aprile 1616 papa Paolo V li unì ai somaschi trasformandoli in religiosi di voti solenni; papa Innocenzo X il restaurò in congregazione autonoma di preti secolari con breve del 30 luglio 1647.
Il 19 aprile 1658 papa Alessandro VII, con un breve, confermò ai dottrinari il diritto di aprire scuole e insegnare grammatica, retorica e filosofia, e nel 1660 esentò loro e i loro allievi dalla giurisdizione vescovile.
Papa Benedetto XIII, con breve del 28 settembre 1725, unì ai dottrinari di de Bus quelli dell'omonima congregazione di Napoli, fondata a Laurito il 2 dicembre 1617 da Gianfilippo Romanelli, Andrea Brancaccio e Pompeo Monforti e approvata dal vescovo di Capaccio, il chierico teatino Pedro de Mata y Haro, il 13 ottobre 1518.
Nel 1726 Benedetto XIII affidò ai dottrinari la chiesa romana di Santa Maria in Monticelli.
Nel 1747 la congregazione assorbì anche quella dei  Padri della Dottrina Cristiana (detta degli Agatisti, dalla chiesa di Sant'Agata in Trastevere dove aveva sede), che si erano precedentemente scissi dalla Compagnia sorta a opera di Marco de Sadis Cusani il 10 agosto 1560 per l'insegnamento del catechismo presso la chiesa di Sant'Apollinare di Roma ed era stata eretta  a confraternita da papa Paolo V il 6 ottobre 1607.
Con la soppressione dei gesuiti (1783) i dottrinari si sostituirono a questi nella direzione di numerosi collegi. Dispersi nel 1794 per la Rivoluzione, molti dottrinari furono costretti a lasciare la Francia: tre di loro (Eustache Félix, Claude Bochot, Joseph Raoulx) vennero messi a morte.
César de Bus è stato beatificato da papa Paolo VI il 27 aprile 1975, ed è stato canonizzato da papa Francesco il 15 maggio 2022.

## Attività e diffusione
Oggi i padri Dottrinari si dedicano soprattutto al ministero parrocchiale, all'insegnamento e all'editoria, soprattutto di testi catechistici.
Sono presenti in Italia, India, Burundi, Brasile e Francia la sede generalizia della congregazione è presso il convento annesso alla chiesa di Santa Maria in Monticelli a Roma.
Al 31 dicembre 2005, i dottrinari contavano 18 case e 93 religiosi, 58 dei quali sacerdoti.